# Hot Rod Magazine
Hot Rod es una revista automovilística estadounidense publicada mensualmente, dedicada al mundo del hot rod, las carreras de resistencia y los muscle cars, prestando especial atención a la modificación de automóviles para mejorar su rendimiento y apariencia.

## Historia
Hot Rod es la revista más antigua dedicada al hot rodding (la modificación por cuenta propia de automóviles) y se publica desde enero de 1948. Robert E. Petersen fundó la revista, siendo editada originalmente por su propia empresa, la Petersen Publishing Company. El primer director editorial de Hot Rod fue Wally Parks, quien luego fundó la National Hot Rod Association (NHRA). Petersen Publishing se vendió a la editorial británica EMAP en 1998, quien luego vendió las antiguas revistas de Petersen a Primedia en 2001. Hoy es publicada por TEN: The Enthusiast Network, anteriormente conocida como Source Interlink Media, que adquirió la revista junto con la división Consumer Magazine de Primedia en 2007.
La revista tiene una relación estratégica con el Universal Technical Institute, al que menciona como su patrocinador.
En marzo de 1948, Hot Rod publicó la primera aparición del hot rodder Stroker McGurk en las viñetas de Tom Medley, que se seguirían publicando hasta 1955.

## Eventos patrocinados
Entre 1961 y 1969, el Hot Rod Magazine Championship Drag Races, "uno de los eventos de carreras de resistencia más importantes" de esa época, fue organizado por la revista en la pista de carreras del Riverside Raceway. El campeonato ofrecía un premio de 37.000 dólares, mayor incluso que el premio de una prueba nacional de la National Hot Rod Association en ese momento.
El "Hot Rod Power Tour" es un recorrido organizado en el que los hot rodders fecorren con sus coches una ruta planificada previamente por los Estados Unidos. Comenzó en 1995 cuando los miembros del personal de "Hot Rod" decidieron llevar algunos de sus coches modificados en un viaje por carreteras secundarias y caminos desde Los Ángeles a Norwalk (Ohio). Miles de personas participaron en el recorrido, pero solo siete participantes (aparte de los miembros del personal) hicieron todo el viaje y fueron incluidos en la "Pandilla de Long Hauler" original. Desde sus inicios, esta prueba ha seguido ganando popularidad, y ahora es uno de los eventos automotrices más esperados cada año. Por lo general, tiene una duración de seis a ocho días y se lleva a cabo a finales de mayo o principios de junio. En los últimos años, la gira ha evolucionado hasta convertirse en lo que es esencialmente un viaje continuo alrededor de los Estados Unidos, que comienza en o cerca del lugar donde terminó el año anterior. Cada parada se combina con eventos o actividades que varían tanto como los propios participantes.
Los puntos de partida pueden cambiar de un año a otro en el Power Tour, en cuyas paradas a menudo se presentan algunas celebridades y se realizan actividades de entretenimiento, concursos y juegos.

## Videojuegos
Burnout: Championship Drag Racing (1998) obtuvo la licencia de Hot Rod. ValuSoft ha publicado Hot Rod: American Street Drag y Hot Rod: Garage to Glory, videojuegos de carreras de aceleración en los que el objetivo es ganar la portada de la revista Hot Rod.